# شکرخان شکر
شکرخان شکر (انگلیسی: Shakar Khan Shakar؛ زادهٔ ۳ سپتامبر ۱۹۴۰) یک کشتی‌گیر آزاد اهل افغانستان است.
وی در بازی‌های المپیک تابستانی ۱۹۶۴ و بازی‌های المپیک تابستانی ۱۹۷۲ شرکت کرده است.